# Debian GNU/Hurd
Debian GNU/Hurd  est une distribution du système d'exploitation GNU, fondée sur le GNU Hurd.
Le projet a été fondé en 1998 par Marcus Brinkmann, avec l'aide de Gordon Matzigkeit, employé de la Free Software Foundation à l'époque.
Il s'agit d'un port de la distribution unstable, ce qui signifie qu'il ne fait pas l'objet de versions stables, contrairement à Debian GNU/Linux. Une copie essentiellement équivalente à la version stable 7 de la distribution Debian (nom de code Wheezy) a toutefois été diffusée en mai 2013,.

## Intérêt
Le projet a été démarré à la fois par des développeurs Debian (notamment Marcus Brinkmann) et des développeurs du Hurd. Le projet Debian donne un cadre pour le développement d'un système basé sur le Hurd : il contient de nombreux paquets dont le portage est facilité, il fournit un hébergement (listes de diffusion, paquets, suivi des bogues, ...). De plus, les correctifs peuvent être inclus dans les paquets Debian.
Du côté de Debian, Debian GNU/Hurd a été le premier port vers un système n'utilisant pas Linux. Le port vers ce système permet de détecter des erreurs de programmation potentielles, pouvant affecter la stabilité et/ou la portabilité du programme. Il permet également une meilleure gestion des diverses architectures, qui rend aujourd'hui possible Debian GNU/kFreeBSD. Ian Murdock a d'ailleurs écrit être intéressé par un tel port très tôt (1998) dans l'histoire du projet Debian.

## État
Environ 76 % des paquets source de Debian GNU/Linux ont été portés vers Debian GNU/Hurd.
Le Hurd dispose de la plupart des fonctionnalités POSIX (la mémoire partagée était la dernière grande étape dans ce but : elle est en cours d'intégration en
septembre 2005), ce qui garantit que la plupart des logiciels tournant sous GNU/Linux devraient être prochainement portés.
Cependant, Debian GNU/Hurd reste un système expérimental, dont la stabilité et les performances sont loin de celles de Debian GNU/Linux.

## Nom du projet
Le nom Debian GNU/Hurd fait référence à l'objectif du Hurd à remplacer le noyau Linux dans les systèmes GNU/Linux. Techniquement, le Hurd est composé du micro-noyau GNU Mach et d'un ensemble de programmes et de bibliothèques.
Le nom Debian GNU est donc fréquemment utilisé.